# La piccola principessa (film 1939)
La piccola principessa (The Little Princess) è un film diretto da Walter Lang e, non accreditato, William A. Seiter. Il film è ispirato all'omonimo romanzo per bambini scritto da Frances Hodgson Burnett, del quale è il secondo adattamento cinematografico dopo la versione del 1917 con protagonista Mary Pickford.
Per la prima volta l'interpretazione della piccola Sara Crewe è affidata a un'attrice bambina, Shirley Temple, allora all'apice del suo successo.

## Trama
Sara Crewe è una ragazzina intelligente e fantasiosa che, orfana di madre, ha vissuto tutta la vita in India, insieme al ricco padre, ufficiale dell'esercito inglese. Siamo nel 1899 e il padre deve partire per il Sudafrica per combattere nella guerra scoppiata contro i Boeri. È costretto quindi a lasciare la figlia a Londra nel collegio femminile retto da Miss Minchin fino al suo ritorno.
A Sara nel collegio viene riservato un trattamento privilegiato, sia per l'estrema ricchezza del padre, sia per poter consolidare il buon nome dell'istituzione. 
Fin dall'inizio Sara dimostra di essere gentile e generosa con tutti, non badando affatto al rango sociale: tenterà quindi di instaurare un rapporto di amicizia anche con Becky, la servetta del collegio.
Ma il rispettoso riguardo termina quando, durante la festa di compleanno della ragazzina, giunge l'improvvisa notizia che il padre di Sara è morto in battaglia e che tutti i suoi averi sono stati requisiti dal nemico (il padre era il principale azionista in una miniera di diamanti in Sudafrica). Sara, che si ritrova sola e senza un soldo, rischia di essere cacciata dal collegio e buttata in mezzo alla strada, ma Miss Minchin alla fine viene persuasa a trattenerla.
Da questo momento però per Sarah cambia tutto: quello che possiede viene venduto per ripagare tutti i suoi debiti e le viene assegnata una lugubre stanzetta in soffitta, accanto a quella di Becky. Non potrà più frequentare le lezioni, ma dovrà guadagnarsi da vivere; Miss Minchin la sfrutterà come sguattera riservandole un duro trattamento.
Ma Sara non si perde d'animo perché sente che il padre è ancora vivo. Con l'aiuto di Bertie, il fratello di Miss Minchin che presta servizio presso il vicino ospedale, Sarah passa ogni momento libero a cercare suo padre tra i feriti.
Finalmente un giorno, con l'aiuto della regina d'Inghilterra in visita ai reduci ricoverati in quell'ospedale, Sara riesce a ritrovare il padre che però è ferito alla testa e senza memoria. L'uomo, rivedendo la figlia, che all'inizio non riconosce, lentamente riacquisterà la memoria. I due, dopo tante disavventure, si ritroveranno di nuovo uniti.

## Produzione
Il film fu prodotto dalla Twentieth Century Fox Film Corporation. Venne girato nel settembre 1938 allo Stage 8, presso gli studi della 20th Century Fox al 10201 di Pico Blvd., Century City, Los Angeles.

## Distribuzione
Distribuito dalla Twentieth Century Fox Film Corporation, uscì nelle sale cinematografiche USA il 17 marzo 1939 dopo essere stato presentato in prima a New York il 10 marzo 1939.

### Edizione italiana
In Italia venne distribuito nel 1952 dalla E.N.I.C. Ente nazionale industrie cinematografiche, con un primo doppiaggio eseguito dalla CDC. Per la trasmissione Rai, avvenuta su Rete 1 il 5 ottobre 1981 all'interno di un ciclo dedicato a Shirley Temple, il film fu ridoppiato dalla SAS. Negli anni 2000 la pellicola venne nuovamente ridoppiata per la distribuzione in home video.